# نهر تیری
نهر تیری در قدیم به زمین‌هایی که در مشرق دجله و مغرب اهواز واقع شده‌است، گفته می‌شد. این نام در قرون وسطی به حویزه و بعدها به بنی طرف تغییر پیدا کرد. بنی طرف نام بزرگترین قبیله‌ای است که در این ناحیه ساکن است. این محل اکنون دشت میشان نام دارد و مرکزش سوسنگرد و حویزه یکی از بخش‌های آن است. یاقوت حموی در وجه تسمیهٔ آن می‌نویسد، اردشیر پسر اسفندیار نهر آن را حفر کرد و به شخصی به نام تبرا از فرزندان گودرز وزیر بخشید. 
بقایای شهر نهر تیری هم اکنون در محوطه حمیدیه قرار دارند .(برگرفته از معجم البلدان)